# Dino Grandi
Dino Grandi (Mordano, 1895. június 4. – Bologna, 1988. május 21.) a fasiszta Olaszország politikusa, nagykövete és minisztere volt.

## Ifjúsága, tanulmányai
Bologna környéki földbirtokos családban született. 1913-ban kezdte meg jogi tanulmányait, de csak 1919-ben szerzett diplomát, mivel szolgált az első világháborúban. Diplomamunkáját a politikai gazdaságtan témakörében írta, majd Imolában helyezkedett el ügyvédként. Már fiatalon rendkívüli intelligenciáról tett tanúbizonyságot.

## A politika színpadán
Grandi először 1914-ben került kapcsolatba a politikával, ekkor még meggyőződéses baloldaliként. Itt ismerkedett meg Benito Mussolinivel, aki ekkor még az olasz szocializmus egyik legfontosabb propagátora volt, ám a háború kitörésekor mutatott intervencionista magatartása miatt megfosztották magas tisztségeitől. Grandi követte Mussolinit, mivel ő is úgy vélte, hogy az Olasz Királyság csak úgy nyerheti el méltó súlyát a világpolitikában, ha részt vesz a háborúban.
A háború után Grandi Mussolini mellett a fasiszta mozgalom egyik alapítója és aktív feketeinges lett, ahol kitűnt igen szenvedélyes és erőszakos szónoklataival. 1920. október 17-én a baloldal militánsai öt pisztolylövést adtak le rá, amitől megsérült, két napra rá pedig feldúlták és szétverték az irodáját. Grandinak kulcsszerepe volt az emiliai fasciók megszervezésében, amelyek élén 1921-ben regionális párttitkár lett. Ilyen minőségben ugyanebben az évben az olasz képviselőházba is bejutott a 38 megválasztott fasiszta képviselő egyikeként.

## Mussolini minisztere és diplomatája
Grandi a marcia su Roma után 1923-ban belügyminiszter helyettes, majd 1929-ben külügyminiszter lett. 1932-ben az Egyesült Királyságba nevezték ki nagykövetnek. Ekkor Mussolini újból saját irányítása alá vonta a külügyminisztériumot, Grandi utódja Fulvio Suvich államtitkár lett. Diplomataként széles kapcsolati hálót épített ki, még III. Viktor Emánuel királlyal is szorosabbra fűzte kapcsolatait. 1939-ben visszatért a londoni kiküldöttségből és a képviselőház elnöke lett. 1941-ben a diktátor parancsának engedelmeskedve rövid időre kiutazott a görög frontra.

## Puccsista és emigráns
1943. július 24-én, a szövetségesek szicíliai inváziója hírére összeült a Fasiszta Nagytanács, ahol Grandi javasolta, hogy a király személyesen álljon a kormány élére, így Mussolinitől visszaszerezhette a hadsereg-főparancsnoki rangot. Másnap javaslatát 19:7 arányban megszavazták, a király pedig elrendelte Mussolini letartóztatását.
Amikor megalakult Pietro Badoglio kormánya, Grandi jobbnak látta elmenekülni. Távollétében a veronai tárgyaláson január 9-én halálra ítélték. 1943 augusztusában Spanyolországban keresett menedéket, majd röviddel ezután átköltözött Portugáliába (1943-1948). Az 1960-as évekig Brazíliában élt, végül hazatért Olaszországba és Modena környékén ruhagyárat nyitott. Bolognában halt meg.